# بيدرو كارفاليو
بيدرو كارفاليو (بالبرتغالية: Pedro Carvalho‏) هو لاعب اتحاد الرغبي برتغالي، ولد في 29 يونيو 1984 في لشبونة في البرتغال.

## وصلات خارجية
- بيدرو كارفاليو عل موقع إسبنسكروم (الإنجليزية)
- بيدرو كارفاليو على موقع ItsRugby.co.uk (الإنجليزية)